# 罗桑巴桑
罗桑巴桑（1882年—1954年），俗名额尔德尼，男，蒙古族，新疆土爾扈特旗人，五台山札萨克喇嘛。

## 生平
罗桑巴桑7岁时在故乡道聚达曾庙出家。此后十年他学习了佛教知识以及汉文、蒙文、藏文。1902年，他入西藏求法，此后十六年学习汉藏佛教经典。经十三世达赖喇嘛亲自检考，荐为僧侣中最佳哈隆巴，并被任命为大堪布。
1919年，罗桑巴桑携十三世达赖喇嘛的亲笔信到北京，受到蒙藏委员会设宴招待，并被委任为五台山札萨克喇嘛。此后为扩大五台山黄教的影响，他派人和十三世达赖喇嘛商定，由藏族喇嘛中挑选有格西、堪布资格的高僧到五台山讲经传戒。这促进了五台山黄教的发展。
罗桑巴桑由于戒律严明，深受喇嘛僧众拥护，顺利连任三届菩萨顶札萨克大喇嘛，任职共18年。1936年秋，他因年老而退居静养，由阿旺益西接任大喇嘛。抗日战争爆发后，罗桑巴桑经常和抗日的军政领导人讨论保护寺庙、团结僧众一致抗日事宜，并且在善财洞会见聂荣臻司令员。1938年日军侵入五台山，他遂离开五台山到内蒙古正黄旗阿不嗄寺传法。
中华人民共和国成立后，他当选山西省人民代表、山西省政协委员。他参与发起成立中国佛教协会。1953年6月，他当选中国佛教协会常务理事，同年秋后返回五台山。 此后他将珍藏的藏式石色画像29幅赠给菩萨顶。
1954年，罗桑巴桑在北京圆寂。寿数72岁，僧腊65。